# Bonanno (famiglia siciliana)
I Bonanno o Bonanni sono una famiglia nobile italiana, originaria di Pisa, giunta in Sicilia al seguito del re Giacomo II d'Aragona.

## Storia
Si insediò a Palermo nel XIII secolo, dove annoverò Giovan Giacomo di Bonanno, gran cancelliere del Regno di Sicilia nel 1285 e Matteo, ambasciatore della città al re Martino nel 1396.
Il primo titolo nobiliare acquisito dalla famiglia con Gerardo nel 1492 fu quello di signore della Salina grande di Trapani, posta tra questa e Marsala, e successivamente nel 1519 per acquisto, quello di barone di Friddani.
Stabilitasi anche a Caltagirone, Catania, Noto e Siracusa, acquisì per via matrimoniale i titoli di baroni di Canicattì e Ravanusa e da costoro discesero i successivi due rami principali della famiglia, che furono il ramo estinto dei principi di Cattolica e Roccafiorita, dei duchi di Foresta, Misilmeri e Montalbano, dei marchesi di Limina, dei conti di Vicari e dei baroni di Siculiana, e il ramo esistente dei principi di Linguaglossa e dei baroni di Arcimusa, Belvedere, Bulgarano, Carancino, Gigliotto e Rosabia. Agli inizi del XVIII secolo, grazie al matrimonio di Filippo Bonanno con Rosalia Del Bosco, la famiglia acquisì il principato di Cattolica, il ducato di Misilmeri e la contea di Vicari, e ottenne il Grandato di Spagna.
I Gioeni sono imparentati con i Bonanno a partire dal XVI secolo, quando Giovanni Battista Bonanno-Platamone sposò in seconde nozze Giovanna Gioeni, da cui nacquero Giuseppe, Lucio e Orazio, capostipiti dei principi di Linguaglossa. Successivamente, nel XVIII secolo, Giovanni Gioeni-Valguarnera, principe di Petrulla, sposò Maria Anna Bonanno-Massa, figlia di Agesilao Bonanno-Joppolo, che gli portò in dote il ducato di Castellana. Il 30 aprile 1810 Agesilao Gioeni-Bonanno fu investito dei titoli di principe di Petrulla e duca di Angiò e Castellana.
Secondo alcune fonti, sarebbero imparentati con la famiglia abruzzese dei Bonanni, patrizi aquilani nel Cinquecento e baroni di Ocre nel Seicento. Lo stemma risulta identico in seguito alla concessione fatta dalla famiglia siciliana ai Bonanni.